# Черняховка (посёлок, Киевская область)
Черняхо́вка (укр. Черняхівка) — посёлок, входит в село Черняхивка Яготинский район Киевской области Украины.
Население по переписи 2001 года составляло 91 человек. Почтовый индекс — 07700. Телефонный код — 4575. Занимает площадь 0,25 км². Код КОАТУУ — 3225581404.

## Местный совет
07740, Київська обл., Яготинський р-н, с. Двірківщина, вул. Центральна, 13